# Isoperla fusca
Isoperla fusca és una espècie d'insecte plecòpter pertanyent a la família dels perlòdids.

## Hàbitat
En el seu estadi immadur és aquàtic i viu a l'aigua dolça, mentre que com a adult és terrestre i volador (del maig a l'agost).

## Distribució geogràfica
Es troba a Nord-amèrica: el Canadà (Alberta, la Colúmbia Britànica i Yukon) i els Estats Units (Idaho, Montana, Oregon, Washington i Wyoming), incloent-hi les muntanyes Rocoses i la serralada de les Cascades.